# Dexicrates robustus
Dexicrates robustus är en skalbaggsart som först beskrevs av Blanchard 1851.  Dexicrates robustus ingår i släktet Dexicrates och familjen kapuschongbaggar. Inga underarter finns listade i Catalogue of Life.

## Bildgalleri

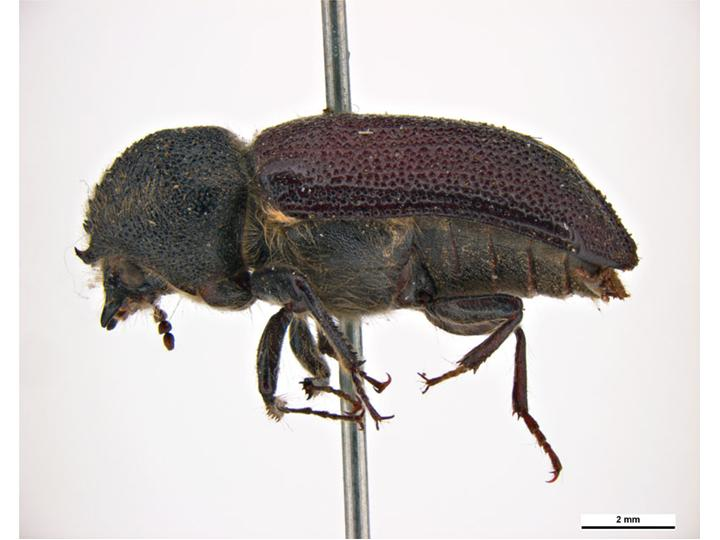